# Leintrey
Leintrey é uma comuna francesa na região administrativa de Grande Leste, no departamento de Meurthe-et-Moselle. Estende-se por uma área de 15,44 km². Em 2010 a comuna tinha 148 habitantes (densidade: 9,6 hab./km²).